# Bredbånd
For bredbånd i betydningen internetadgang – se denne.
Generelt henviser bredbånd inden for elektronik og telekommunikation til et signal eller kredsløb som indeholder eller kan håndtere et forholdsvist bredt spektrum af frekvenser. Bredbånd er altid et relativt begreb og skal forstås i forhold til den sammenhæng det er brugt i. Jo bredere båndbredde, desto mere information kan transporteres. Fx kan et meget smalt radiosignal bære morsekode, mens et bredere signal kan bære tale. Inden for datakommunikation kan et modem teoretisk transmitere op til 64 kilobits pr. sekund over en telefonlinie, mens ADSL kan modtage med flere megabits pr. sekund og kan dermed betegnes som bredbånd i forhold til modem, selvom det er væsentligt mindre end hvad der kan opnås med en forbindelse via lysleder.

## Vildledende brug
Bredbånd bruges ofte af internetudbydere i sammenhæng med hastigheder der historisk set ikke har været betegnet som bredbånd.
Da internettet for alvor vandt frem sidst i det 20. århundrede var bredbånd et meget brugt buzzword. Det blev primært brugt til at beskrive den internetforbindelse som ville være nødvendig for at tjenester såsom IPTV ville blive praktisk mulige. Med datidens teknologier til komprimering af billede og lyd, såsom MPEG-2 der benyttes til DVDer, blev det anslået at en forbindelse med download-hastighed på mellem 1,5 og 2 megabits pr. sekund ville være nødvendig (defineret i ITU-T recommendation I.113). Dette skal ses i sammenhæng med at man typisk forbandt sig til internettet via modem, og en sådan forbindelse sjældent kunne give mere end ca. 48 kilobit pr. sekund.
Dengang ville en "ægte" bredbåndsforbindelse til internettet imidlertid blive så dyr, at kun få private ville have råd til den, og derfor brugte man betegnelsen bredbånd om internetforbindelser hvor man ikke skulle ringe op og ikke betalte minuttakst. Dette differencierede de nye ADSL- og kabelmodem-forbindelser (internet via kabel-TV) fra de gamle modem- og ISDN-forbindelser og muliggjorde at sælge forbindelser på helt ned til 64 kilobit pr. sekund som værende bredbånd. Dette skal ses i forhold til at ISDN også giver 64 kilobit pr. sekund og kan give 128 kilobit pr. sekund ved brug af to telefonlinier (dette koster dog dobbelt takst).
Internetforbindelser på 64 kilobit pr. sekund blev i en periode solgt af TDC-kabeltv som værende bredbånd. Da hastighederne som følge af den teknologiske udvikling steg ophørte man med at sælge denne hastighed. De fleste internetudbydere solgte hastigheder på 128 kilobit pr. sekund som værende bredbånd i flere år.
EU bruger i sine statistikker en definition på bredbånd som værende forbindelser på mindst 144 kbit/sekund. Denne definition gør at ISDN-forbindelser er bredbånd (2x64+16 kbit/sekund).
IT- og Telestyrelsen har på et tidspunkt defineret bredbånd til at være minimum 2 Mbit/sekund.
Oprindeligt kommer betegnelsen bredbånd fra det engelske "broadband" som er modsætningen til "baseband", hvor broadband er et moduleret signal (f.eks traditionelt modem eller ADSL), mens baseband er umoduleret (f.eks ISDN eller Ethernet). Men betydningen som moduleret signal er kun benyttet i forbindelse med radiokommunikation og ikke i forbindelse med datakommunikation.

## Moderne bredbånd
De fleste betragter i dag forbindelser via ADSL eller kabel-tv som bredbånd. Efterhånden er adgang til forbindelser baseret på Ethernet, enten via UTP eller optisk fiber ved at være udbredt, og her er der typisk tale om meget højere hastigheder, gerne op til 100 Mbps.
Disse hurtige bredbåndsforbindelser giver mulighed for at udnytte forbindelsen til mange flere ting, herunder internetadgang med høj hastighed, bredbånds-tv via set-top boks og telefoni.